# WASP-16b
WASP-16b — планета поза сонячною системою, що обертається навколо материнської зорі WASP-16 кожні 3.12 діб. Скоріше за все планета є гарячим Юпітером. Її маса становить близько 0.855 маси Юпітера, радіус -- 1.008 радіусу Юпітера. Вона була відкрита в 2009 році командою астрономів, що очолювалась Т. А. Лістером. Ці дослідження були частиною проекту Широкутного пошуку планет.